# Morganville (Kansas)
Pour les articles homonymes, voir Morganville.
Morganville est une municipalité américaine située dans le comté de Clay au Kansas.
Lors du recensement de 2010, sa population est de 192 habitants. La municipalité s'étend alors sur une superficie de 0,34 mille carré (0,88 km2).
La localité est fondée en 1870 par Ebenezer Morgan. Le bureau de poste local ouvre en 1871 sous le nom de Della ; il est renommé Morganville l'année suivante.
Morganville est jumelée avec la commune française de Fèves. Elle est considérée comme la plus petite ville jumelée des États-Unis.